# Stefani Miglioranzi
Stefani Miglioranzi (* 20. September 1977 in Poços de Caldas) ist ein brasilianischer ehemaliger Fußballspieler. Der Mittelfeldspieler spielte zuletzt für den US-amerikanischen Erstligisten Philadelphia Union.

## Spielerkarriere

### Jugend und College
Der in Brasilien geborene Miglioranzi siedelte im Alter von 12 Jahren mit seiner Familie in die USA. Nach der High School besuchte er mittels eines Sportstipendiums die St. John’s University in New York City und spielte College-Soccer für St. John’s Red Storm. Mit der Mannschaft konnte er 1996 die NCAA Men’s Division I Soccer Championship gewinnen und wurde 1998 in die All-American Auswahl berufen.
Im MLS College Draft 1999 wurde er von Chicago Fire gedraftet. Er nahm aber das Angebot nicht an, da er bereits in England einen Vertrag unterzeichnet hatte.

### Die Anfänge in England
1998 ging er nach England und hatte Probetrainings beim FC Everton und FC Portsmouth. Der damalige Trainer von Portsmouth, Alan Ball, bot ihm einen Drei-Jahres-Vertrag an und Miglioranzi willigte ein.

### Wechsel nach Swindon
Im Juli 2002 wechselte er zu Swindon Town. Aufgrund einer Knieverletzung, die er sich in Portsmouth zugezogen hatte, wurde sein Vertrag erstmal nur monatsweise verlängert. Sein Debüt gab er am ersten Spieltag der Saison 2002/2003 für Swindon. In seiner ersten Saison verpasste er nur fünf Ligaspiele, trotz der vorherigen Bedenken er könnte aufgrund der Verletzung fehlende Fitness aufweisen. Nach einem Jahr erhielt er im Mai 2003 einen Ein-Jahres-Vertrag mit der Option für ein weiteres. In der folgenden Saison zeigte er erneut gute Leistungen, trotz diverser Verletzungen. Im Mai 2004 erhielt er einen neuen Vertrag über zwei Jahre.
Auch in der folgenden Saison blieb er nicht von Verletzungen verschont. Nach den ersten fünf Ligaspielen verletzte er sich erneut und musste zwei Spiele pausieren. Im September 2004 verletzte er sich an einem Muskel und musste die nächsten vier Monate pausieren. Mitte Dezember spielte er 70 Minuten für Reservemannschaft in der Wiltshire Football League, bezeichnete seine Leistung in der Begegnung aber selbst als entsetzlich. Einen Monat später kehrte er zur ersten Mannschaft zurück und war nach dem ersten Einsatz wieder Teil der Stammformation. Aufgrund mangelnder Fitness musste er in den kommenden Spielen immer wieder ausgewechselt werden. Am Ende der Saison verpasste er erneut zwei Spiele aufgrund einer Zyste im Knie. Anschließend musste er auf der ungewohnten Position eines defensiven Mittelfeldspielers spielen.
Nach einer Saison voller Verletzungen, welche er selbst als enttäuschend bezeichnete, kehrte er frühzeitig in die Saisonvorbereitung für 2005/2006 zurück um schnell zur alten Stärke zurückzufinden. Während der Vorbereitung erklärte er noch er fühle sich so gut wie lang nicht mehr. In einem Freundschaftsspiel verletzte er sich aber erneut und fiel für die ersten vier Spiele der Saison aus. Er kehrte Ende August zurück, ehe er sich einen Monat später erneut verletzte. Nach einem weiteren Monat Pause, kam er mit einer sehr guten Leistungen in seinem ersten Spiel wieder zurück. Miglioranzi konnte aber im Laufe der Saison nicht an die guten Leistungen in der ersten beiden Jahren für Swindon zurückfinden. Meist wurde er ein- bzw. ausgewechselt. Mitte März 2006 übernahm der Ire Gareth Whalley seine Position. Mitte April stand er zum letzten Mal für die Mannschaft auf dem Platz. Anschließend verletzte er sich am Knie und fiel für den Rest der Saison aus. Am Ende der Spielzeit gab er seine Wechselabsichten bekannt um einen Neuanfang wagen zu können. Nach 35 Spielen in der Football League Championship und 124 Partien in der Football League One verließ er England in Richtung Vereinigte Staaten.

### Rückkehr in die USA
2006 wechselte er zu Los Angeles Galaxy. Nach nur drei Einsätzen wurde er 2007 an die Columbus Crew abgegeben. In den kommenden zwei Jahre gehörte er zum Stammkader der Mannschaft und konnte einige Erfolge feiern. Am 9. Januar 2009 kehrte er zu Los Angeles Galaxy zurück. Im MLS Expansion Draft 2009 am 25. November 2009 wurde er von Philadelphia Union ausgewählt. Zur Saison 2010 ging Miglioranzi zum Philadelphia Union, wo er nach Ende der Saison 2011 seine aktive Laufbahn auslaufen lief.

## Spielervermittler
Nach aktiven Laufbahn wurde Miglioranzi ein bei der FIFA registriter Spielervermittler bei der USSF. Er ist Partner und Präsident der Agentur First Wave Sports International.